# Манро, Роберт, 3-й баронет
Сэр Роберт Манро, 3-й баронет из Фоулиса (англ. Sir Robert Munro, 3rd Baronet of Foulis; умер в 1668 году) — шотландский политик и военный, 21-й барон Фоулис и 24-й вождь клана Манро.
Роберт унаследовал пост главы своего дома после смерти своего двоюродного брата, сэра Гектора Манро, 2-го баронета Фоулиса, который умер всего в 17 лет в 1651 году. Старший сын выживший сын полковника Джона Манро, 2-го из Обсдейла. Его старший брат, умерший до него, Роберт был 4-м главой семьи Манро из Обсдейла, но также был прямым потомком и правнуком Роберта Мора Манро, 15-го барона Фоулиса (умер в 1588 году).

## Тридцатилетняя война
В молодости Роберт Манро поступил на военную службу в 1626 году и стал офицером полка Дональда Маккея, сначала в Дании, а позднее на шведской службе, где он весьма отличился во время Тридцатилетней войны на континенте, в частности во время битвы при Лютцене в 1632 году. По данным историк 19-го века Александра Маккензи, вто время было три генерала, восемь полковников, пять подполковников, одиннадцать майоров и более тридцати капитанов, кроме большого количества других солдат, которые носили фамилию «Манро» в составе шведской армии во время Тридцатилетней войны . Однако, хотя во время Тридцатилетней войны было множество полковников и нижних чинов, носивших имя Монро или Манро, ни один из них фактически не имел звания генерала ни в одной из континентальных армий между 1618 и 1648 годами . Скорее всего, этот человек был зарегистрирован как майор полка полковника Роберта Монро в 1639 году (он был переформирован в 1637 году), незадолго до возвращения полка в Шотландию.

## Шериф Росса и Инвернесса
26 августа 1643 года, когда бывший вождь был несовершеннолетним, «сословия королевства приняли закон для военных комитетов в графствах Шотландии», а среди уполномоченных шерифа Сазерленда и части графства Инвернесс-шир, встречается имя «сэр Роберт Манро, наставник из Фоулеса»; и снова 24 июля 1644 г. в комиссии с той же целью и для того же шерифа встречается имя «сэр Роберт Монро, наставник Фоулиса».
В 1649 году шотландский парламент отделил от шерифа графства Инвернессшир «земли к востоку от Альтналайта, Нокравока и Королевского бурга Тейна», учредил шериф Росс и назначил маркиза Аргайла главным шерифом. Впоследствии это поручение было предоставлено сэру Роберту Манро, который был избран членом парламента от графства Инвернесс в 1649 году и от своего собственного графства Росс после того, как оно было отделено от графства Инвернесс в 1649—1650 годах, в качестве шерифа-главы графства Росс.
В 1651 году Роберт стал главой своего дома после смерти своего двоюродного брата сэра Гектора Манро, 2-го баронета Фоулиса, который, как уже упоминалось, умер всего в 17 лет. Роберт поселился в замке Фоулис.

## Вражда с Александром Чизолмом
В 1654 году люди из клана Чизолм совершили набег на земли, принадлежащие Роберту Манро, 3-му баронету Фулиса. Валентин Чизхолм и еще четверо «преступников» украли 85 коров и 23 лошади. Роберт мудро вел дело через суды Оливера Кромвеля. Роберт Манро из Фулиса обвинил Александра Чизолма из Комара в том, что он позволил своему родственнику совершить рейд.
Суд вынес решение в пользу Роберта Манро из Фоулиса и поручил Александру Чизолму в течение пятнадцати дней предъявить к суду Валентина Чизолма, который был «известен своим варварством», и его четырех последователей, компенсировать Фоулису и его родственникам их убытки, а также предоставить Облигация в размере 1000 фунтов стерлингов в качестве гарантии хорошего поведения в будущем.
В то время как на земли Роберта Манро совершались набеги, а его арендаторы подвергались насилию, его младший брат Джордж Манро, 1-й из Ньюмора, позже командовал королевскими войсками в Шотландии с 1674 по 1677 год.

## Семья
Роберт Манро женился до того, как стал 3-м баронетом из Фоулиса. Он женился на своей троюродной сестре Джин Манро, дочери сэра Гектора Манро, 1-го баронета Фоулиса (? — 1635). У них было восемь детей:
- сэр Джон Манро, 4-й баронет из Фоулиса (? — 1697), старший сын и преемник отца
- Гектор Манро, который женился на Энн Фрейзер и, по словам историка Александра Маккензи, имел семнадцать детей — все, кроме двоих, умерли в младенчестве[2].
- Дэвид Манро, получивший в армии звание капитана[2]
- Эндрю Манро, который стал подполковником армии и женился на достопочтенной Маргарет Фрейзер, дочери Хью Фрейзера, 10-го лорда Ловата[2]
- Уильям Манро
- Джозеф Манро
- Дэниел Манро
- Ребекка Манро, которая вышла замуж за Колина Робертсона из Киндиса и была прабабушкой Энн Маккензи Робертсон, жены сэра Джона Гладстона, 1-го баронета, и матерью Уильяма Юарта Гладстона.
- Джанет Манро, которая вышла замуж за Джона Росса, 5-го из Литтл-Таррелла.